# J. Graham Kenion
John Graham Kenion (* 30. Juli 1871 in Bebington; † 22. April 1942 in Wirral) war ein britischer Segler.

## Erfolge
J. Graham Kenion gewann 1908 in London bei den Olympischen Spielen in der 12-Meter-Klasse die Silbermedaille. Bei der auf dem Firth of Clyde in Schottland ausgetragenen Regatta traten lediglich die beiden britischen Boote Hera und Mouchette, zu deren Crew Kenion gehörte, in zwei Wettfahrten gegeneinander an. Die Hera gewann beide Wettfahrten, sodass neben Kenion und Skipper Charles MacIver auch die übrigen Crewmitglieder John Jellico, James Baxter, Thomas Littledale, James Spence, William Davidson, Charles MacLeod-Robertson, John Adam und Charles R. MacIver den zweiten Platz belegten.